# Ed Bradley
Edward William Bradley Jr. (Bridgeport, 22 aprile 1950) è stato un giocatore di football americano, di nazionalità statunitense, che ha giocato nel ruolo di linebacker per sette stagioni della National Football League (NFL). Fu scelto nel corso del quarto giro (88º assoluto) del Draft NFL 1972 dai Pittsburgh Steelers. Al college ha giocato a football alla Wake Forest University.

## Carriera professionistica
Bradley fu scelto nel corso del quarto giro del Draft 1972 dai Pittsburgh Steelers. Con quella formidabile squadra che dominò la NFL negli anni settanta vinse due edizioni del Super Bowl, la IX e la X. Nel 1976 passò alla neonata franchigia dei Seattle Seahawks con cui disputò tutte le 14 partite della stagione regolare 1976 prima di passare ai San Francisco 49ers dove disputò le ultime due stagioni della carriera. Bradley fu inserito nella Wake Forest Sports Hall of Fame nel 1987.
Dal 1995, Bradley lavora al commento tecnico alla radio per le partite di football della Wake Forest University. Anche suo padre giocò a Wake Forest mentre nella NFL militò nei Chicago Bears.

## Palmarès
- Super Bowl : 2

Pittsburgh Steelers: IX, X

## Statistiche
| Partite totali | 93 |